# Else Züblin-Spiller
Else Züblin-Spiller o Else Zueblin-Spiller (1 de noviembre de 1881 - 11 de abril de 1948) fue una periodista y activista suiza. 

## Biografía
Else nació en Visto, Winterthur, en 1881. Su familia se mudó a una pequeña casa en Wallisellen e inicialmente ella se formó en textiles. Pasó al periodismo en 1904 cuando comenzó a escribir artículos para la imprenta Jean Frey Verlag. En 1911 ascendió a la jefatura de redacción del periódico Die Schweizerischen Wochenzeitung.
Se le conoce mayormente por iniciar en 1914 una organización, Schweizer Verband Soldatenwohl, para proporcionar alimentos y bebidas sin alcohol a los soldados involucrados en la Primera Guerra Mundial. La primera Schweizer Verband Soldatenwohl inició el 22 de noviembre de 1914 y al final de la guerra había 700 establecimientos similares.
En 1916 se asoció con el Departamento Federal de Asuntos Militares y la Cruz Roja suiza para crear un servicio de asistencia social para soldados. Trabajó con el Ejército de Salvación y dictó charlas sobre la necesidad de actuar más que de sentir lástima.
En 1918 participó en la creación de hospitales necesarios para la pandemia de gripe que circulaba en Europa occidental. En 1919 fue invitada a Estados Unidos donde conoció a Ernst Züblin, con el cual se casaría en 1920.

## Muerte y legado

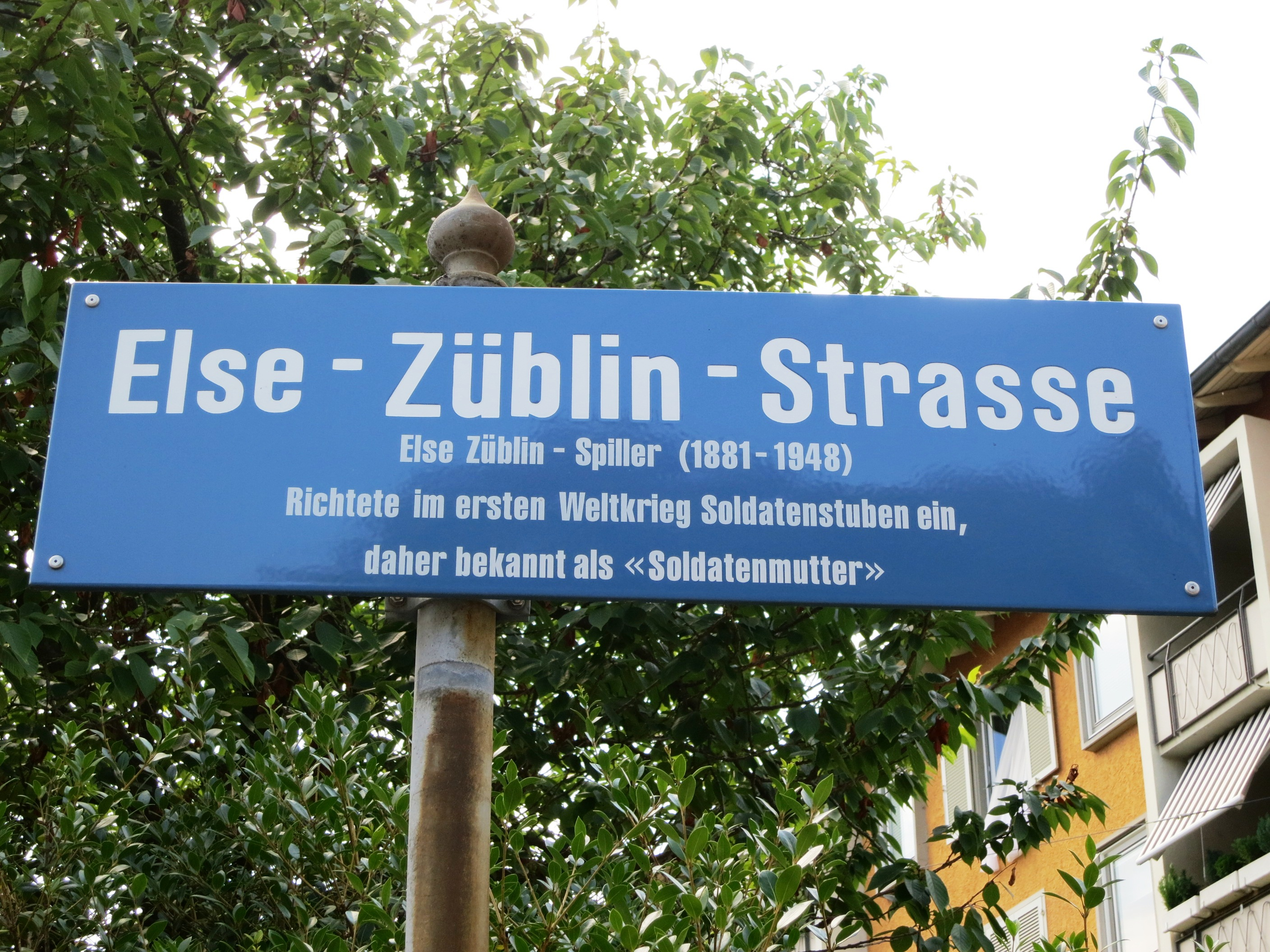
Una calle de Zúrich lleva su nombre

Züblin-Spiller murió en Kilchberg en 1948. En Zúrich hay una calle que lleva su nombre y una placa conmemorativa.